# Cassipourea carringtoniana
Cassipourea carringtoniana là một loài thực vật có hoa trong họ Rhizophoraceae. Loài này được Mendes mô tả khoa học đầu tiên năm 1962.